# Cadens (Penderecki)
Krzysztof Penderecki componeerde zijn Cadens voor solo altviool in1984. Het is bedoeld als toevoeging bij zijn altvioolconcert uit hetzelfde jaar. De cadens is zonder maatindeling geschreven, maar valt in drie secties uit elkaar, waarbij in sectie 1 het thema wordt ingezet, die steeds agressiever en virtuozer wordt, uitmondend in de eigenlijke cadens in sectie 2. Later werd dit werk omgeschreven voor een Cadens voor solo viool.

## Bron en discografie
- Uitgave Naxos (vioolversie); Ida Bieler, viool;